# Émile Coste
Émile Louis François Désiré Coste (ur. 2 lutego 1862 w Tulonie, zm. 7 lipca 1927 tamże) – francuski szermierz, mistrz olimpijski. 

## Życiorys
Pochodził z rodziny wojskowej (ojciec był mistrzem szermierki we francuskim wojsku). Ukończył École spéciale militaire de Saint-Cyr. Po skończeniu studiów służył jako porucznik w 40. i 74. pułku piechoty francuskiej. W 1891 roku zapisał się do École Supérieur de Guerre (Wyższa Szkoła Wojenna). Po awansowaniu na kapitana służył w 139., 24. i 99. pułku piechoty.
Wystąpił na Letnich Igrzyskach Olimpijskich 1900 w Paryżu. Zdobył złoty medal we florecie amatorów. W finałowej rundzie wygrał sześć z siedmiu pojedynków. Oprócz turnieju olimpijskiego zwyciężał m.in. w międzynarodowym turnieju zorganizowanym przez gazetę Le Figaro (1897), walczył również na oczach króla greckiego oraz rosyjskiej marynarki wojennej.
W latach 1901–1904 był adiutantem francuskiego ministra wojny. W latach 1904–1910, już jako podpułkownik, był dyrektorem École Normale Militaire de Gymnastique de Joinville. Dosłużył się stopnia pułkownika. Po zakończeniu kariery wojskowej napisał kilka podręczników do szermierki i wychowania fizycznego.
W 1904 roku został kawalerem Legii Honorowej, w 1916 roku oficerem, zaś w 1923 roku dosłużył się tytułu komandora Legii Honorowej.